# Чарк
Чарк (вірм. Չարք «злий», «злидень») — у нижчому рівні давньовірменської міфології злі духи.

## Опис
Існує велика кількість різновидів чарків:
- Швоти — духи зими;
- Айси — духи сильного вітру;
- Шидари — зводять людини з розуму ударом.

Термін «чарк (чарки)» вживається і як визначення однієї з категорій злих духів. Чарки схожі і на людей, і на звірів: ступні вивернуті п'ятами вперед, на зразок ступень давньогрецьких фавнів і сатирів.
Часто чаркою прирівнюють до каджів.